# Фрунзовка (Каменский район)
Фрунзовка — село в непризнанной Приднестровской Молдавской Республике. Является её самым северным населённым пунктом.

## География
Расположено южнее украинской границы в холмистой местности. Западнее протекает река Ольшанка, отделяющая ПМР/Молдавию от Украины, юго-западнее, на левом берегу Днестра, находится село Грушка. С ним Фрунзовка соединена асфальтированной дорогой.
Через село протекает небольшой ручей, левый приток Днестра. На нём на выезде из Фрунзовки стоит дамба, образующая водохранилище (уровень воды над морем 145,5 метра).
На востоке, за холмом, расположено село Окница, прилегающее к границе.

## Топографические карты
- Лист карты M-35-142 Каменка. Масштаб: 1 : 100 000. Издание 1979 г.